# هنادا طه
هنادا طه تامير، أستاذ كرسي اللغة العربية في "جامعة زايد" بدولة الإمارات العربية المتحدة. وهي عضو مجلس الأمناء في "جائزة محمد بن راشد للغة العربية". تولت مناصب عدّة، ونشرت العديد من الأبحاث والكتب ومصادر تعلّم اللغة العربيّة.

## المؤهلات العلمية
ولدت طه في بيروت العاصمة اللبنانية بيروت عام 1968، وحصلت على درجة البكالوريوس والماجستير من الجامعة الأمريكية في بيروت، ثم نالت درجة الدكتوراه في المناهج وطرائق التدريس من جامعة نيو أورلينز الحكوميّة في الولايات المتحدة الأميركية، بالإضافة إلى درجة الدبلوم في التعليم الابتدائي من الجامعة ذاتها.

## المسيرة المهنية
د. طه أستاذة اللغة العربية ومديرة مركز اللغة العربية للبحوث والتطوير في جامعة زايد الإماراتية. شغلت سابقًا منصب العميد مشارك والقائم بالإنابة في كلية البحرين للمعلمين بـجامعة البحرين، ومديرة برامج اللغة العربية في جامعة ولاية سان دييغو بالولايات المتحدة الأمريكية، ولديها ما يقارب 30 عاماً من الخبرة في إعداد المعلمين قبل الخدمة والتدريب أثناء الخدمة، وتصميم مناهج اللغة العربية، وتطوير ومراجعة استراتيجيات محو الأمية الوطنية، وتدريب محو الأميّة.

## الإسهامات التربوية
تتركز أبحاثها في مجال تعليم اللغة العربية وتعلمها، وطلاقة القراءة الشفوية، وأدب الأطفال العربي وإعداد المعلمين، ودراسات المناهج الدراسية. صممت أول نظام لتسوية النصوص العربية والذي يستخدمه ناشرون إقليميون ودوليون لتسوية كتب أطفالهم العربية، وتمت تسوية أكثر من 8000 كتاب مجانًا بمنحة من مؤسسة الفكر العربي، كما كانت الدكتور طه ثومور من أوائل الباحثين الذين طوروا معايير فنون اللغة العربية التي استخدمها أكثر من 100000 طالب في جميع أنحاء العالم العربي.
كما قامت بمراجعة المناهج العربية الوطنية للمغرب والمملكة العربية السعودية والأردن والإمارات والبحرين وعملت مستشارة لمؤسسة الفكر العربي ومؤسسة الملكة رانيا والوكالة الأمريكية للتنمية الدولية و DLI والبنك الدولي وإرنست يونغ والعديد من المدارس الدولية في جميع أنحاء المنطقة.

## المؤلفات
نشرت العديد من الأبحاث والكتب ومصادر تعلّم اللغة العربية ومنها:  
1. منهاج "قصص" لتعليم اللغة العربية للناطقين بها وهو منهاج مبني على المعايير وأدب الأطفال، 2012
2. منهاج "حوارات" لتعليم اللغة العربية للناطقين بغيرها وهو منهاج مبني على المعايير ومنحى اللغة التواصلي، 2012
3. كتاب "تعلّم اللغة العربية المبني على المعايير"، 2010
4. منهاج اللغة العربية بالحوار 1 و 2 و3 لطلبة المرحلة الثانوية والجامعية الناطقين بغير العربية، 2010
5. كتاب "الحرية الأكاديمية في الجامعات العربية" ، 2003
6. كتاب "أرض الأصوات"
7. كتاب "تعلم الكتابة بالرسم"
8. كتاب "كتبي الملونة"
9. كتاب "خربشات امرأة عربية" 1 و 2